# Shin’ya Ōtsuka
Shin’ya Ōtsuka (jap. 大束真也, Ōtsuka Shin’ya; * 16. Juni 1980) ist ein japanischer Badmintonspieler. 

## Karriere
Shin’ya Ōtsuka gewann 1997 die deutschen internationalen Juniorenmeisterschaften. 2001 und 2003 nahm er an den Weltmeisterschaften teil. 2002 gewann er bei den Weltmeisterschaften der Studenten Silber im Herreneinzel.

## Sportliche Erfolge
| Saison | Veranstaltung                     | Disziplin    | Platz | Name                          |
| ------ | --------------------------------- | ------------ | ----- | ----------------------------- |
| 1997   | German Juniors                    | Herrendoppel | 1     | Keita Masuda / Shin’ya Ōtsuka |
| 2001   | Weltmeisterschaft                 | Herrendoppel | 33    | Yuzo Kubota / Shin’ya Ōtsuka  |
| 2002   | Weltmeisterschaften der Studenten | Herreneinzel | 2     | Shin’ya Ōtsuka                |
| 2003   | Weltmeisterschaft                 | Herreneinzel | 33    | Shin’ya Ōtsuka                |